# Franklin (Texas)
Franklin és una ciutat i seu del Comtat de Robertson a l'estat de Texas. Segons el cens del 2000 tenia 1.470 habitants.

## Demografia
Segons el cens del 2000, Franklin tenia 1.470 habitants, 533 habitatges, i 351 famílies. La densitat de població era de 616,9 habitants per km².
Dels 533 habitatges en un 36,8% hi vivien nens de menys de 18 anys, en un 44,5% hi vivien parelles casades, en un 17,8% dones solteres, i en un 34% no eren unitats familiars. En el 30,8% dels habitatges hi vivien persones soles el 18,2% de les quals corresponia a persones de 65 anys o més que vivien soles. El nombre mitjà de persones vivint en cada habitatge era de 2,53 i el nombre mitjà de persones que vivien en cada família era de 3,2.
Per edats la població es repartia de la següent manera: un 29% tenia menys de 18 anys, un 6,9% entre 18 i 24, un 25% entre 25 i 44, un 18,4% de 45 a 60 i un 20,6% 65 anys o més.
L'edat mediana era de 37 anys. Per cada 100 dones de 18 o més anys hi havia 80,6 homes.
La renda mediana per habitatge era de 27.400 $ i la renda mediana per família de 33.889 $. Els homes tenien una renda mediana de 31.818 $ mentre que les dones 20.441 $. La renda per capita de la població era de 13.490 $. Aproximadament el 15,4% de les famílies i el 18,9% de la població estaven per davall del llindar de pobresa.

## Poblacions properes
El següent diagrama mostra les poblacions més properes.